# Pénétrabilité à l'aiguille
La pénétrabilité à l'aiguille est une méthode qui permet de déterminer la consistance des produits à base de bitumes, cires, paraffines et autres produits de consistance pâteuse (mastics…).
Cet essai permet aussi de suivre l'évolution d'un matériau dans le temps. Exemples : augmentation de la dureté due à une reprise de thixotropie après la fabrication, ou due au vieillissement à l'ambiante (cas d'un mastic chargé ou thermodurcissable).

## Appareillage

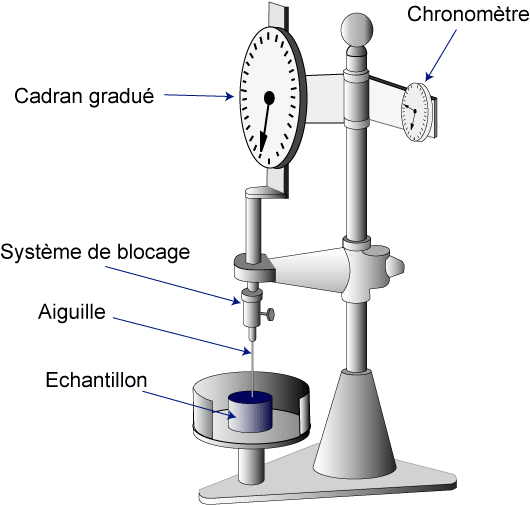
Représentation des différentes parties d'un pénétromètre analogique permettant de réaliser l'essai de pénétrabilité à l'aiguille.

Le matériel nécessaire pour réaliser l’essai d'un produit bitumineux comprend :
- un pénétromètre, dispositif permettant à un porte-aiguille de se déplacer verticalement sans frottement mesurable, et permettant la détermination de la pénétration de l’aiguille au dixième de millimètre près. Le porte-aiguille doit pouvoir se démonter facilement du dispositif, et peser 47,50 g. Il faut prévoir une masse additionnelle de 50,00 g pouvant se fixer sur le porte-aiguille si elle n’existe pas déjà. Ceci porte le poids de l’ensemble à 100 g ;
- une aiguille de pénétration en acier inoxydable, disposée sur le porte-aiguille. Son corps doit avoir un diamètre compris entre 1,00 et 1,02 mm ; une de ses extrémités doit être tournée symétriquement en un cône ayant un angle de 9° 10’ sur toute sa longueur. Le diamètre de son extrémité doit être compris entre 0,14 et 0,16 mm ;
- un récipient d’échantillon d’essai, cylindrique, à fond plat, en verre ou en métal. La profondeur interne du récipient doit être supérieure d’au moins 10 mm à la pénétration attendue et elle ne doit pas être inférieure à 35 mm. Son diamètre intérieur doit être au moins de 55 mm et au plus de 70 mm ;
- un bain-marie, d’une capacité d’au moins 10 l, capable d’assurer la stabilité en température de l’échantillon d’essai dans une plage de ± 0,1 °C ;
- un dispositif de chronométrage, précis à ± 0,1 s ;
- un(des) thermomètre(s).

Les appareils modernes sont équipés d'afficheurs numériques (durée et profondeur d'enfoncement visualisées).

## Mode d'emploi
Dans le cas d'un produit bitumeux, l’échantillon à tester est d’abord porté à une température de 80 à 90 °C au-dessus du point de ramollissement attendu, puis refroidi à la température ambiante, entre 15 et 30 °C pendant 60 à 90 min pour les échantillons courants. Les échantillons sont ensuite placés dans un bain-marie à température constante pour une durée égale à celle du refroidissement, puis l’essai est réalisé.
L’aiguille est abaissée lentement jusqu’à ce que sa pointe coïncide avec son image réfléchie par la surface de l’échantillon, puis le porte-aiguille est libéré pendant le laps de temps prescrit et descend par gravité. L'aiguille s'enfonce alors dans l'échantillon de bitume. On mesure la profondeur d'enfoncement à l'issue du temps prescrit.
Lorsque les conditions d’essai ne sont pas prescrites, la température, la charge appliquée et la durée d’application de la charge doivent être respectivement de :
- 25 °C, 100 g et 5 s pour des valeurs de pénétration inférieures à 500 ± 0,1 mm ;
- 15 °C, 100 g et 5 s pour des valeurs de pénétration supérieures à 500 ± 0,1 mm.

## Résultats
Les profondeurs de pénétration sont exprimées en dixièmes de millimètre. Le résultat permet de déterminer dans quelle classe se situe l’échantillon de bitume testé. Treize classes sont déterminées en Europe pour les bitumes routiers :
- Essai à 25 °C :
  - 20-30
  - 30-45
  - 35-50
  - 40-60
  - 50-70
  - 70-100
  - 100-150
  - 160-220
  - 250-330
- Essai à 15 °C :
  - 70-130 (classe 250/330)
  - 90-170 (classe 330/440)
  - 140-260 (classe 500/650)
  - 180-360 (classe 650/900)

Les nombreuses expérimentations ont montré que, pour un bitume donné, la pénétration est fonction de la température. Il est possible d'en avoir une représentation graphique simple. En coordonnées rectangulaires, la courbe représentative est assimilable à une droite, si l'on choisit une échelle linéaire pour les températures et une échelle logarithmique pour les pénétrations.

## Normalisation
Ce test est normalisé par la norme européenne EN 1426 et par les normes américaines ASTM D5 et ASTM D1321.

## Sources
- Cet article est partiellement ou en totalité issu de l'article intitulé « Essai de pénétrabilité à l'aiguille » (voir la liste des auteurs).